# Дейл (лунный кратер)
Кратер Дейл (лат. Dale), не путать с кратером Дейли (лат. Daly) — небольшой ударный кратер в восточной экваториальной области видимой стороны Луны. Название присвоено в честь английского нейробиолога, лауреата Нобелевской премии по физиологии и медицине в 1936 году, Генри Дейла (1875—1968) и утверждено Международным астрономическим союзом в 1976 г. 

## Описание кратера
Ближайшими соседями кратера являются кратер Блек на западе; кратер Кестнер на северо-западе; кратер Кисс на севере-северо-востоке; кратер Крейкен на востоке-северо-востоке; кратер Элмер на юго-востоке и кратер Ансгар на юго-западе. На севере от кратера находится Море Смита. Селенографические координаты центра кратера 9°34′ ю. ш. 82°56′ в. д. / 9,56° ю. ш. 82,93° в. д., диаметр 23,4 км, глубина 2,25 км.
Кратер имеет полигональную форму. Вал кратера значительно разрушен и скруглен, юго-западная часть вала перекрыта приметным небольшим чашеобразным кратероом. Высота вала над окружающей местностью достигает 810 м, в северной части возвышение вала несколько меньше, объем кратера составляет приблизительно 300 км³. Дно чаши кратера сравнительно ровное, отмечено несколькими маленькими кратерами, без приметных структур. В окрестностях кратера находятся слабо различимые останки нескольких древних кратеров.
За счет своего расположения у восточного лимба Луны кратер при наблюдениях имеет искаженную форму, условия наблюдения зависят от либрации Луны.

## Сателлитные кратеры
Отсутствуют.